# Castlevania: Rondo of Blood
Castlevania: Rondo of Blood é um jogo eletrônico da série Castlevania, desenvolvido pela Konami e lançado para PC Engine no Japão em 29 de outubro de 1993.
O "X" do título japonês, Akumajō Dracula X, refere-se ao algarismo romano significando "dez", visto que este é o décimo jogo cronologicamente lançado pela série original Akumajō Dracula no Japão. Entretanto, a capa do guia oficial de estratégia do jogo contém o título escrito como Dracula-X Reincarnation of Blood (Dracula-X Reencarnação do Sangue).
Seus relançamentos incluem uma conversão de 1995 para o Super Nintendo, Castlevania: Dracula X, o remake de 2007 para o PlayStation Portable, Castlevania: The Dracula X Chronicles, e a versão original via Virtual Console do Wii no Japão em 2008, e na América do Norte e regiões PAL em 2010.

## Enredo
Rondo of Blood se passa em 1792. A história é focada em Richter Belmont, o herdeiro do chicote Vampire Killer e descendente direto de Simon Belmont. Richter vai até o castelo após sua amada Annete ser sequestrada por Shaft, um servo de Dracula, para ser usada como isca para uma armadilha.
Em sua missão, Richter acaba resgatando outras mulheres, incluindo: Maria Renard, uma órfã que insiste em acompanhá-lo; Terra, uma freira que o confunde com uma manifestação de Deus; Iris, a filha do médico do vilarejo; e finalmente Annette. Após eliminar Shaft, Richter enfrenta e derrota Dracula, expondo-o à luz do Sol e causando seu desaparecimento.

## Jogabilidade
O jogador deve guiar Richter através de nove fases, com quatro rotas alternativas, enquanto ele busca resgatar sua amada Annette e eventualmente enfrentar Dracula. Richter usa o icônico chicote Vampire Killer como arma principal, em conjunto com uma de outras seis armas secundárias: um machado, uma adaga, água benta, um grimório, um relógio de bolso, e uma cruz. Richter pode resgatar outras mulheres durante o jogo, uma das quais, Maria Renard, se torna um personagem jogável. Ela ataca usando suas pombas e uma de outras seis armas secundárias: um filhote de tigre branco, um filhote de dragão, um filhote de fênix, uma tartaruga, ovos, ou notas musicais.
Rondo of Blood incorpora elementos de títulos anteriores de Castlevania que tipicamente apresentam jogabilidade linear, assim como um protagonista do clã Belmont. O jogo faz uso de fases sem limite de tempo, mas que possuem mais de uma saída para outras fases; isso afeta os ambientes seguintes, os monstros, e o chefe que o jogador deve enfrentar no final da fase. Rondo of Blood também apresentou a habilidade de usar armas secundárias para criar um super ataque, algo que foi reutilizado em títulos subsequentes. Sua sequência direta, Castlevania: Symphony of the Night, reusa muitos de seus monstros.

## Desenvolvimento
Rondo of Blood é o décimo título da franquia Castlevania. Produzido pela Konami, foi lançado originalmente para PC Engine no Japão em 29 de outubro de 1993. Foi dirigido por Toru Hagihara, com o design de personagens feito por Reika Bando, Toshiharu Furukawa, e Kouji Yamada.[carece de fontes?]
Em 1995, foi convertido para o Super Nintendo como Castlevania: Dracula X. Em 2007, recebeu o remake Castlevania: The Dracula X Chronicles para PlayStation Portable. A versão original foi relançada para o Virtual Console do Wii no Japão em 2008, na América do Norte em 15 de março de 2010, e nas regiões PAL em 19 de março de 2010.[carece de fontes?]

### Trilha sonora
Rondo of Blood faz uso de Red Book e de uma placa de som onboard, permitindo uma maior qualidade musical. Akira Souji, Keizo Nakamura, Tomoko Sano, e Mikio Saito foram os compositores da trilha sonora. As músicas Rondo of Blood, Overture, Beginning, e Opus 13 apareceram como um bônus de pré-ordem de Castlevania: Portrait of Ruin.

## Recepção
A recepção da versão para PC Engine de Rondo of Blood foi positiva. Electronic Gaming Monthly afirmou que ele "poderia facilmente ser o melhor título da plataforma até então", e argumentou que o único aspecto negativo é que não seria lançado nos Estados Unidos, premiando-o com o "Melhor jogo japonês de ação de 1994". A IGN premiou a versão do Virtual Console do Wii com "Escolha do Editor", descrevendo-o como agradável e afirmando que "valeu a espera". Corbie Dillard, do Nintendo Life, elogiou o design das fases, a trilha sonora, os gráficos, e o nível de dificuldade. A GamePro afirmou que "declará-lo o melhor Castlevania de todos os tempos seria um tapa no Castlevania IV do SNES, mas considerá-lo como um dos dez melhores side-scrollers de todos os tempos é inquestionável."